# Nicole Scherzingerová
Nicole Scherzingerová (* 29. června 1978 Honolulu, Havaj, plné rodné jméno Nicole Prescovia Elikolani Valiente Scherzinger) je americká zpěvačka, tanečnice, televizní osobnost a frontmanka skupiny Pussycat Dolls.
Ve skupině Pussycat Dolls, se kterou vystoupila i v televizní show Davida Lettermana, působila od roku 2003. V roce 2005 vydala se skupinou debutovou desku PCD a po skončení turné začala natáčet i svou sólovou desku, která se měla jmenovat Her Name Is Nicole. Během přípravy desky vyšly tři singly, které si ale nevedly dobře, proto dotočení desky odložila a začala nahrávat druhé album se skupinou.
Po rozpadu skupiny se zúčastnila desáté řady reality show Dancing with the Stars a soutěž vyhrála. Stala se porotkyní soutěže The Sing-Off a britské a americké verze soutěže The X Factor. Její debutové studiové album Killer Love bylo vydáno v roce 2011. Druhé album Big Fat Lie vydala v roce 2014. Zahrála si v muzikálu Cats a za roli získala nominaci na cenu Laurence Olivier Award v kategorii nejlepší herečka ve vedlejší roli (muzikál).
V roce 2019 se Nicole začala opět věnovat skupině The Pussycat Dolls ve které funguje do dneška.

## Kariéra

### Divadlo
V roce 2009 začala pracovat s Andrewem Lloyd Webberem na muzikálu Love Never Dies, sequelu Fantoma opery. I přesto, že v show nikdy nehrála, úvodní skladbu „Love Never Dies“ zazpívala v show Chris Evans Breakfast Show. K 25. výročí muzikálu Fantom opery vystoupila se skladbou „Fantom opery“ v show Royal Variety Performance. V roce 2013 vystoupila se skladbou „Don't Cry for Me Argentina“ v televizním programu Andrewa Lloyd Webbera a získala velký ohlas u kritiků. V květnu 2013 věnovala 2 tisíce dolarů a stipendium na střední škole duPont Manual High School v Louisville v Kentucky.

## Osobní život
Byla zasnoubená s Nickem Hexumem, frontmanem skupiny 311, se kterým chodila během let 2000 až 2004. Poté, co se v roce 2007 setkala na předávání cen MTV Europe Music Awards v Mnichově, začala chodit s automobilovým závodníkem Lewisem Hamiltonem. Turbulentní vztah definitivně skončil v roce 2015. V letech 2016 až 2019 chodila s bulharským tenistou Grigorem Dimitrovem. Od roku 2020 je jejím partnerem bývalý skotský ragbista Thom Evans (* 1985), který byl jedním z jejích doprovodných tanečníků během X Factoru. V červnu 2023 dvojice oznámila na svých sociálních sítích zásnuby.
V roce 2008 přiznala, že osm let trpěla bulimií. Vysvětlila, že během éry Pussycat Dolls se nesnášela, i přesto, že byla ve skupině, neustále se cítila sama. Nikdy však nebrala drogy.

## Filmografie

### Film
| Rok  | Název                                 | Role                | Poznámky |
| ---- | ------------------------------------- | ------------------- | -------- |
| 2003 | Všechny chtějí Papiho                 | Miss Portoriko      |          |
| 2003 | Láska nic nestojí                     | Dívka se šampaňským |          |
| 2005 | Buď v klidu                           | Samu sebe           |          |
| 2012 | Muži v černém 3                       | Lilly Poison        |          |
| 2016 | Odvážná Vaiana: Legenda o konci světa | Sina (hlas)         |          |

### Televize
| Rok           | Název                                   | Role              | Poznámky                                                      |
| ------------- | --------------------------------------- | ----------------- | ------------------------------------------------------------- |
| 2001          | Popstars                                | Soutěžící         | 1. řada                                                       |
| 2001          | Sabrina – mladá čarodějnice             | Vystupující       | díl: „Finally“                                                |
| 2002          | My Wife and Kids                        | Veronica          | díl: „The Kyles Go to Hawaii: Part 1 & 2“                     |
| 2002          | Half & Half                             | Jasmine           | díl: „The Big in with the in Crowd Episode“                   |
| 2003          | Wanda at Large                          | Úžasná žena       | díl: „The Plane Trip“                                         |
| 2005          | Las Vegas                               | Vystupující       | díly: „Tainted Love“ a „Whatever Happened to Seymour Magoon?“ |
| 2007–08       | Pussycat Dolls Present                  | Samu sebe         | 2 řady                                                        |
| 2007          | Cane                                    | Samu sebe         | díl: „Family Business“                                        |
| 2007, 2010    | The X Factor                            | Hostující porotce | 4. řada (9. a 10. díl), 7. řada (5–8. díl)                    |
| 2009          | Big Time Rush                           | Samu sebe         | díl: „Big Time Audition“                                      |
| 2009–2010     | The Sing-Off                            | Porotce           | 2 řady                                                        |
| 2010          | Dancing with the Stars                  | Soutěžící         | 10. řada, vítězka                                             |
| 2010          | Jak jsem poznal vaši matku              | Jessica Glitter   | díl: „Bobři a matika“                                         |
| 2011          | X Factor                                | Porotce           | 1. řada                                                       |
| 2012,13, 2016 | The X Factor                            | Porotce           | 9.–10. řada, 13. řada                                         |
| 2014          | Mixology                                | Samu sebe         | díl: „Fab & Jessica & Dominic“                                |
| 2015          | Project Runway All Stars                | Hostující porotce | díl: „Sketching with Sharks“                                  |
| 2015          | I Can Do That                           | Soutěžící         | 1. řada                                                       |
| 2015          | Best Time Ever with Neil Patrick Harris | Spolu-moderátorka | 1. řada                                                       |
| 2015          | Bring the Noise                         | Vedoucí týmu      | 1. řada                                                       |
| 2016          | RuPaul's Drag Race: All Stars           | Hostující porotce | díl: „Drag Movie Shequels“                                    |
| 2017          | Lip Sync Battle                         | Samu sebe         | díl: „Sarah Hyland vs. DeAndre Jordan“                        |
| 2017          | Dirty Dancing                           | Penny Johnson     | televizní film                                                |

### Reklamy
- stanice CW (2007)
- Carres (2008)[5]
- Nike After Six (2008)[6]
- C&A (2010)
- Capital FM (2010)[7]
- 2011 NBA Playoffs (2011)
- imPress Nails (2012)
- Herbal Essences – Honey I'm Strong (2012)
- Herbal Essences – Smooth & Shine (2013)[8]
- Herbal Essences – Moroccan My Shine (2013)
- 2013 NBA Playoffs (2013)
- Müller de Luxe Corner (2013)
- Nicole x Missguided (2014)[9]

## Diskografie

### Studiová alba

#### SPussycat Dolls
- PCD (2005)
- Doll Domination (2008)

#### Sólo alba
- Killer Love (2011)
- Big Fat Lie (2014)

### Singly

#### Sólo
- „Whatever U Like“ (feat. T. I.) (2007)
- „Baby Love“ (feat. Will.i.am) (2007)
- „Supervillain“ feat. Mad Scientist (2007)
- „Puakenikeni“ (feat. Brick & Lace) (2007)
- „Poison“ (2010)
- „Don't hold your breath“ (2011)
- „Right There“ (feat. 50.Cent) (2011)
- „Wet“ (2011)
- „Try With Me“ (2011)
- „Boomerang“ (2013)
- „Your Love“ (2014)
- „On The Rocks“ (2014)
- „Run“ (2014)

#### Singly, na kterých se objevila
- „Lie About Us“ – Avant feat. Nicole Scherzinger (2006)
- „You Are My Miracle“ – Vittorio feat. Nicole Scherzinger (2006)
- „Come to Me“ – Diddy feat. Nicole Scherzinger (2006)
- „Scream“ – Timberland feat. Keri Hilson a Nicole Scherzinger (2007)
- „Jai Ho! (You Are My Destiny)“ – A.R. Rahman a The Pussycat Dolls feat. Nicole Scherzinger (2009)
- „We Are the World 25 for Haiti“ – různí umělci (2010)
- „Heartbeat“ – Enrique Iglesias feat. Nicole Scherzinger (2010)
- „Coconut Tree“ – Mohombi feat. Nicole Scherzinger (2011)
- „Out This Club“ – Ruddie Classic feat. R. Kelly, Polow Da Don a Nicole Scherzinger (2011)
- „Fino all'estasi“/„Hasta el éxtasis“ – Eros Ramazzotti feat. Nicole Scherzinger (2013)
- „Missing You“ – Alex Gaudino feat. Nicole Scherzinger (2013)
- „Love Song to the Earth“ – různí umělci (2015)
- „#WHEREISTHELOVE“ – The Black Eyed Peas a různí umělci (2016)

#### Promo singly
- „Hotel Room Service (Remix)“ – Pitbull feat. Nicole Scherzinger (2009)

#### Singly, které otextovala
- „Noche Cool“ (2006) – Belinda
- „The Beautiful People“ (2010) – Christina Aguilera (z filmu Variaté)